# Adelaide Maria di Anhalt-Dessau
Adelaide Maria di Anhalt-Dessau (Dessau, 25 dicembre 1833 – Königstein im Taunus, 24 novembre 1916) nata principessa di Anhalt-Dessau
, divenne granduchessa di Lussemburgo come consorte di Adolfo di Lussemburgo, ultimo duca di Nassau-Weilburg e primo granduca di Lussemburgo.

## Biografia

### Infanzia
Nata nel giorno di Natale del 1833, Adelaide Maria era figlia di Federico Augusto di Anhalt-Dessau e della Langravina Maria Luisa Carlotta d'Assia-Kassel.

### Matrimonio
Il 23 aprile del 1851 sposò Adolfo (1817-1905), a quel tempo duca di Nassau (nel 1890 diverrà granduca del Lussemburgo), figlio del duca Guglielmo di Nassau (1792-1839) e della sua prima moglie Carlotta Luisa Federica di Sassonia-Altenburg.

## Discendenza
Dal matrimonio tra Adelaide Maria e Adolfo di Lussemburgo nacquero cinque figli:
- Guglielmo, nato il 22 aprile del 1852 e morto il 25 febbraio del 1912, secondo granduca di Lussemburgo, sposò nel 1893 Maria Anna di Braganza, infanta di Portogallo;
- Federico, nato il 28 settembre del 1854 e morto il 23 ottobre del 1855;
- Maria, nata il 14 novembre del 1857 e morta il 28 dicembre del 1857;
- Francesco, nato il 30 gennaio del 1859 e morto il 2 aprile del 1875;
- Hilda, nata il 5 novembre del 1864 e morta l'8 febbraio del 1952, sposò mel 1885 Federico II di Baden.

## Ascendenza
|                                        |                             |                                            | Genitori                                           |  |  | Nonni |  |  | Bisnonni                         |  |  | Trisnonni                        |  |
|                                        |                             |                                            |                                                    |  |  |       |  |  | 8. Leopoldo III di Anhalt-Dessau |  |  | 16. Leopoldo II di Anhalt-Dessau |  |
|                                        |                             |                                            |                                                    |  |  |       |  |  | 8. Leopoldo III di Anhalt-Dessau |  |  | 16. Leopoldo II di Anhalt-Dessau |  |
|                                        |                             | 17. Gisella Agnese di Anhalt-Köthen        |                                                    |  |  |       |  |  | 8. Leopoldo III di Anhalt-Dessau |  |  |                                  |  |
| 4. Federico di Anhalt-Dessau           |                             |                                            |                                                    |  |  |       |  |  | 8. Leopoldo III di Anhalt-Dessau |  |  |                                  |  |
|                                        |                             | 9. Luisa di Brandeburgo-Schwedt            | 18. Federico Enrico di Brandeburgo-Schwedt         |  |  |       |  |  |                                  |  |  |                                  |  |
|                                        |                             | 9. Luisa di Brandeburgo-Schwedt            | 18. Federico Enrico di Brandeburgo-Schwedt         |  |  |       |  |  |                                  |  |  |                                  |  |
|                                        |                             | 9. Luisa di Brandeburgo-Schwedt            | 19. Leopoldina Maria di Anhalt-Dessau              |  |  |       |  |  |                                  |  |  |                                  |  |
| 2. Federico Augusto di Anhalt-Dessau   |                             | 9. Luisa di Brandeburgo-Schwedt            |                                                    |  |  |       |  |  |                                  |  |  |                                  |  |
|                                        |                             | 10. Federico V d'Assia-Homburg             | 20. Federico IV d'Assia-Homburg                    |  |  |       |  |  |                                  |  |  |                                  |  |
|                                        |                             | 10. Federico V d'Assia-Homburg             | 20. Federico IV d'Assia-Homburg                    |  |  |       |  |  |                                  |  |  |                                  |  |
|                                        |                             | 10. Federico V d'Assia-Homburg             | 21. Ulrica Luisa di Solms-Braunfels                |  |  |       |  |  |                                  |  |  |                                  |  |
| 5. Amalia d'Assia-Homburg              |                             | 10. Federico V d'Assia-Homburg             |                                                    |  |  |       |  |  |                                  |  |  |                                  |  |
|                                        |                             | 11. Carolina d'Assia-Darmstadt             | 22. Luigi IX d'Assia-Darmstadt                     |  |  |       |  |  |                                  |  |  |                                  |  |
|                                        |                             | 11. Carolina d'Assia-Darmstadt             | 22. Luigi IX d'Assia-Darmstadt                     |  |  |       |  |  |                                  |  |  |                                  |  |
|                                        |                             | 11. Carolina d'Assia-Darmstadt             | 23. Carolina del Palatinato-Zweibrücken-Birkenfeld |  |  |       |  |  |                                  |  |  |                                  |  |
| 1. Adelaide Maria di Anhalt-Dessau     |                             | 11. Carolina d'Assia-Darmstadt             |                                                    |  |  |       |  |  |                                  |  |  |                                  |  |
|                                        | 12. Federico d'Assia-Kassel | 24. Federico II d'Assia-Kassel             |                                                    |  |  |       |  |  |                                  |  |  |                                  |  |
|                                        | 12. Federico d'Assia-Kassel | 24. Federico II d'Assia-Kassel             |                                                    |  |  |       |  |  |                                  |  |  |                                  |  |
|                                        | 12. Federico d'Assia-Kassel | 25. Maria di Hannover                      |                                                    |  |  |       |  |  |                                  |  |  |                                  |  |
| 6. Guglielmo d'Assia-Kassel            | 12. Federico d'Assia-Kassel |                                            |                                                    |  |  |       |  |  |                                  |  |  |                                  |  |
|                                        |                             | 13. Carolina di Nassau-Usingen             | 26. Carlo Guglielmo di Nassau-Usingen              |  |  |       |  |  |                                  |  |  |                                  |  |
|                                        |                             | 13. Carolina di Nassau-Usingen             | 26. Carlo Guglielmo di Nassau-Usingen              |  |  |       |  |  |                                  |  |  |                                  |  |
|                                        |                             | 13. Carolina di Nassau-Usingen             | 27. Carolina Felicita di Leiningen-Dagsburg        |  |  |       |  |  |                                  |  |  |                                  |  |
| 3. Maria Luisa Carlotta d'Assia-Kassel |                             | 13. Carolina di Nassau-Usingen             |                                                    |  |  |       |  |  |                                  |  |  |                                  |  |
|                                        |                             | 14. Federico di Danimarca                  | 28. Federico V di Danimarca                        |  |  |       |  |  |                                  |  |  |                                  |  |
|                                        |                             | 14. Federico di Danimarca                  | 28. Federico V di Danimarca                        |  |  |       |  |  |                                  |  |  |                                  |  |
|                                        |                             | 14. Federico di Danimarca                  | 29. Giuliana Maria di Brunswick-Lüneburg           |  |  |       |  |  |                                  |  |  |                                  |  |
| 7. Luisa Carlotta di Danimarca         |                             | 14. Federico di Danimarca                  |                                                    |  |  |       |  |  |                                  |  |  |                                  |  |
|                                        |                             | 15. Sofia Federica di Meclemburgo-Schwerin | 30. Luigi di Meclemburgo-Schwerin                  |  |  |       |  |  |                                  |  |  |                                  |  |
|                                        |                             | 15. Sofia Federica di Meclemburgo-Schwerin | 30. Luigi di Meclemburgo-Schwerin                  |  |  |       |  |  |                                  |  |  |                                  |  |
|                                        |                             | 15. Sofia Federica di Meclemburgo-Schwerin | 31. Carlotta Sofia di Sassonia-Coburgo-Saalfeld    |  |  |       |  |  |                                  |  |  |                                  |  |
|                                        |                             | 15. Sofia Federica di Meclemburgo-Schwerin |                                                    |  |  |       |  |  |                                  |  |  |                                  |  |